# Герб Тюменської області

Герб Тюменської області

Герб Тюменської області є символом Тюменської області, прийнято 15 квітня 1996 року.

## Опис
Герб Тюменської області — композиція на срібному геральдичному щиті, що складається з елементів:
- абрис (контур) Тюменської області, розцвічений білою, синьою й зеленою смугами, у центрі — коло, розділене на верхню й нижню частини в співвідношенні 1:2
  - верхня: золоте півкружжя висхідного сонця із золотими променями
  - нижня: півкружжя, розцвічене синіми (широкими) і чорними (вузькими) вертикальними смужками
- над абрисом золота корона, складена з елементів традиційних орнаментів північних народів області
- знизу золота стрічка з написом чорного кольору «Тюменская область»
- по сторонах — фігурки стоячих соболів, що підтримують абрис області й корону